# World Kickboxing Association
La World Kickboxing Association (WKA) è una delle più antiche ed estese federazioni di kickboxing. Il nome completo è World Kickboxing and Karate Association. L'attuale rappresentante per l'Italia è il M° Italo Scrocchia (7° Dan Kickboxing).